# Svîstunivka, Svatove
Svîstunivka (în ucraineană Свистунівка) este o comună în raionul Svatove, regiunea Luhansk, Ucraina, formată numai din satul de reședință.

## Demografie
Componența lingvistică a comunei Svîstunivka
     Ucraineană (95,62%)
     Rusă (4,24%)
     Alte limbi (0,13%)
Conform recensământului din 2001, majoritatea populației comunei Svîstunivka era vorbitoare de ucraineană (95,62%), existând în minoritate și vorbitori de rusă (4,24%).